# اسمال فوروارد

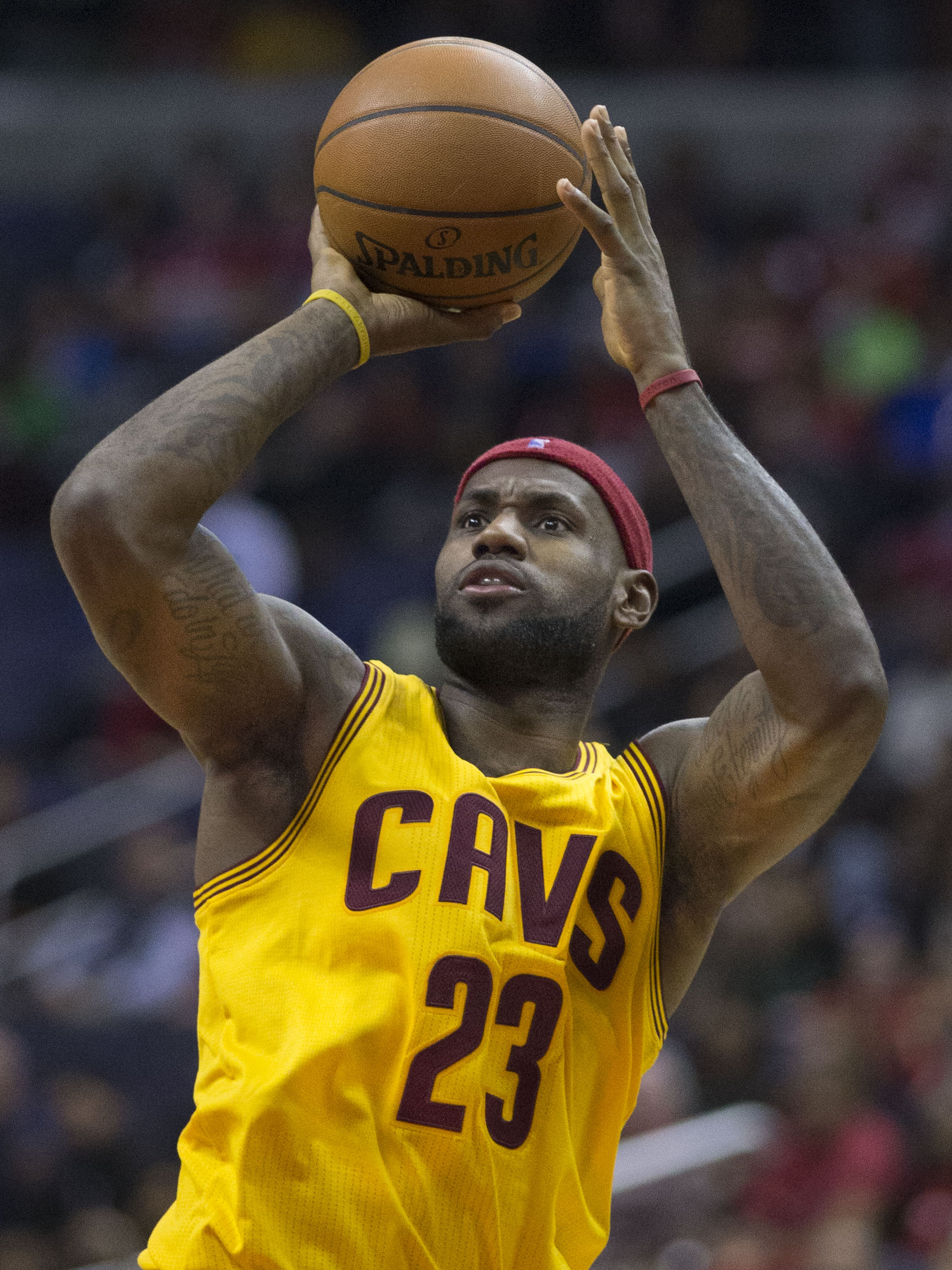
لبران جیمز، به عنوان یکی از بزرگ‌ترین اسمال فورواردها در تاریخ NBA در نظر گرفته می‌شود.

اسمال فوروارد (انگلیسی: Small forward) (واژه مصوب فرهنگستان: مهاجم ریزتک) یا پست ۳، یکی از پنج پست در بسکتبال است. اسمال فورواردها معمولاً کوچک‌جثه ترو سریعتر از پاور فوروارد‌ها و سنتر‌ها ولی قدبلندتر، بزرگتر و قویتر از هر کدام از گاردها هستند.
از اسمال فورواردها بعنوان تطبیق پذیرترین پست در بازی بسکتبال نیز یاد می‌شود. در اتحادیه ملی بسکتبال (NBA)، قد اسمال فورواردها در بازه ۶'۶" (۱٫۹۸ متر) تا ۶'۱۰"(۲٫۰۸ متر) و در اتحادیه ملی بسکتبال زنان در بازه ۵' ۱۰" (۱٫۷۸ متر) تا ۶' ۱" (۱٫۸۵ متر) متغیر است.
اسمال فورواردها مسئول امتیازگیری و دفاع هستند و بعضی مواقع بعنوان گزینه دوم یا سوم برای ریباند (بعد از پاور فوروارد و سنتر) نیز مطرح هستند. در بسکتبال حرفه ای، بعضی از بازیکنان این پست دارای مهارت بسیاری در پاس دادن و ایجاد موقعیت نیز هستند.
روش‌هایی که اسمال فورواردها برای امتیازگیری بکار می‌برند تنوع زیادی دارند؛ بعضی از آنان شوتزن‌های بسیار دقیقی هستند، بعضی از ایجاد تماس فیزیکی بهره می‌برند در حالیکه بعضی دارای هر دو قابلیت (برش زدن و استفاده از تماس فیزیکی + شوت دقیق) هستند. در بعضی موارد، اسمال فورواردها در نزدیکی خط بیس لاین جایگیری می‌کنند و در موارد دیگر، متخصصین حرکت بدون توپ هستند. در دفاع نیز، با توجه به ویژگی «انطباق پذیری» این پست، می‌توانند با استفاده از سرعت، قدرت یا اندازه خود، بازیکنان پست‌های مختلفی را مهار کنند.
اسمال فورواردهایی همچون جولیوس اروینگ، شریل میلر، لری برد، شریل اسووپس، الگین بیلور، اسکاتی پیپن، دومینیک ویلکینز و ریک بری، نامشان در تالار مشاهیر بسکتبال ثبت شده و گرامی داشته می‌شوند.